# Ordnance QF 2-Pfünder
Die Ordnance QF 2 Pounder (Zweipfünder) ist eine britische 40-mm-Panzerabwehrkanone. Von der britischen Armee und den Truppen des Commonwealth im Jahre 1938 in Dienst gestellt, gehörte dieses Geschütz bis 1942 zur Standardbewaffnung der Panzerabwehr-Einheiten.

## Geschichte

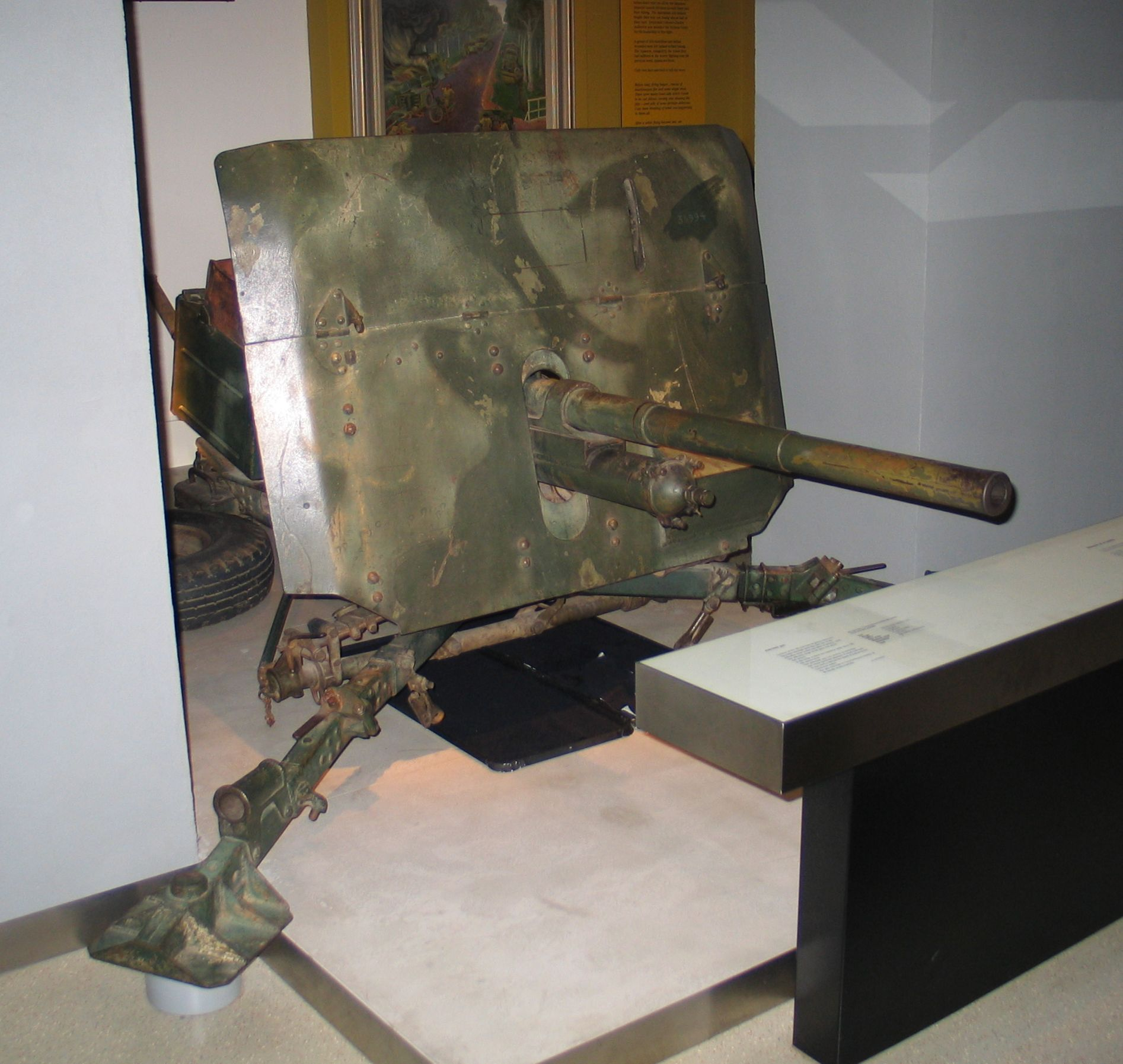
Frontansicht

1936 wurde die QF 2 entwickelt, um ein Standardgeschütz für die Panzerabwehrabteilungen der Infanterieregimenter zu erhalten, das die Leistungen der Geschütze der damaligen Zeit übertraf. Eine weitere Vorgabe war, dass dieses Geschütz in Panzer einzubauen sein sollte. Dabei sollte für beide Anwendungen die gleiche Munition verwendet werden können. Entsprechend diesen Aufgabenstellungen war das Geschütz sehr schwer geworden, was problematisch für die Kanoniere war.
Das Geschütz wurde von der von Vickers für den Cruiser Tank Mk I entwickelten Panzerkanone abgeleitet. Es wurde als Hauptbewaffnung der meisten britischen Panzer und Panzerfahrzeuge am Beginn des Zweiten Weltkrieges verwendet. Das Fehlen einer passenden Sprenggranate sollte dadurch kompensiert werden, dass diese Fahrzeuge zusätzlich in Nahunterstützungsversionen (close support, CS), bewaffnet mit einer 3,7-Zoll-Haubitze, hergestellt wurden.
Zur Zeit seiner Indienststellung galt das Geschütz als leistungsfähigste Panzerabwehrwaffe der Welt. Es bewährte sich im Norwegen- und Frankreichfeldzug 1940. Die deutsche Wehrmacht erbeutete etwa 500 Geschütze und setzte diese wegen ihrer hohen Kadenz noch 1944 bei der Landung in der Normandie zur Strandverteidigung ein. Als Panzerabwehrwaffe war das Geschütz bereits 1941 während des Kampfes in Nordafrika veraltet. Gegen die neuen Panzerkampfwagen III und Panzerkampfwagen IV verlor das Geschütz seine Wirkung. Gegen die während des Krieges neuentwickelten Panther und Tiger war es nahezu nutzlos. Es erwies sich jedoch gegen die schwach gepanzerten italienischen Panzer M13/40, M11/39 und L3/33 als eine sehr wirkungsvolle Waffe.
Ab 1942 wurde es durch das Ordnance QF-6-Pfünder-7-cwt-Geschütz (57 mm) abgelöst. Die Zweipfünder blieb aber auf dem pazifischen Kriegsschauplatz aufgrund des geringeren Gewichts, der damit einhergehenden hohen Mobilität und des unzureichenden Schutzes japanischer Panzermodelle bis Kriegsende in Verwendung.

## Beschreibung

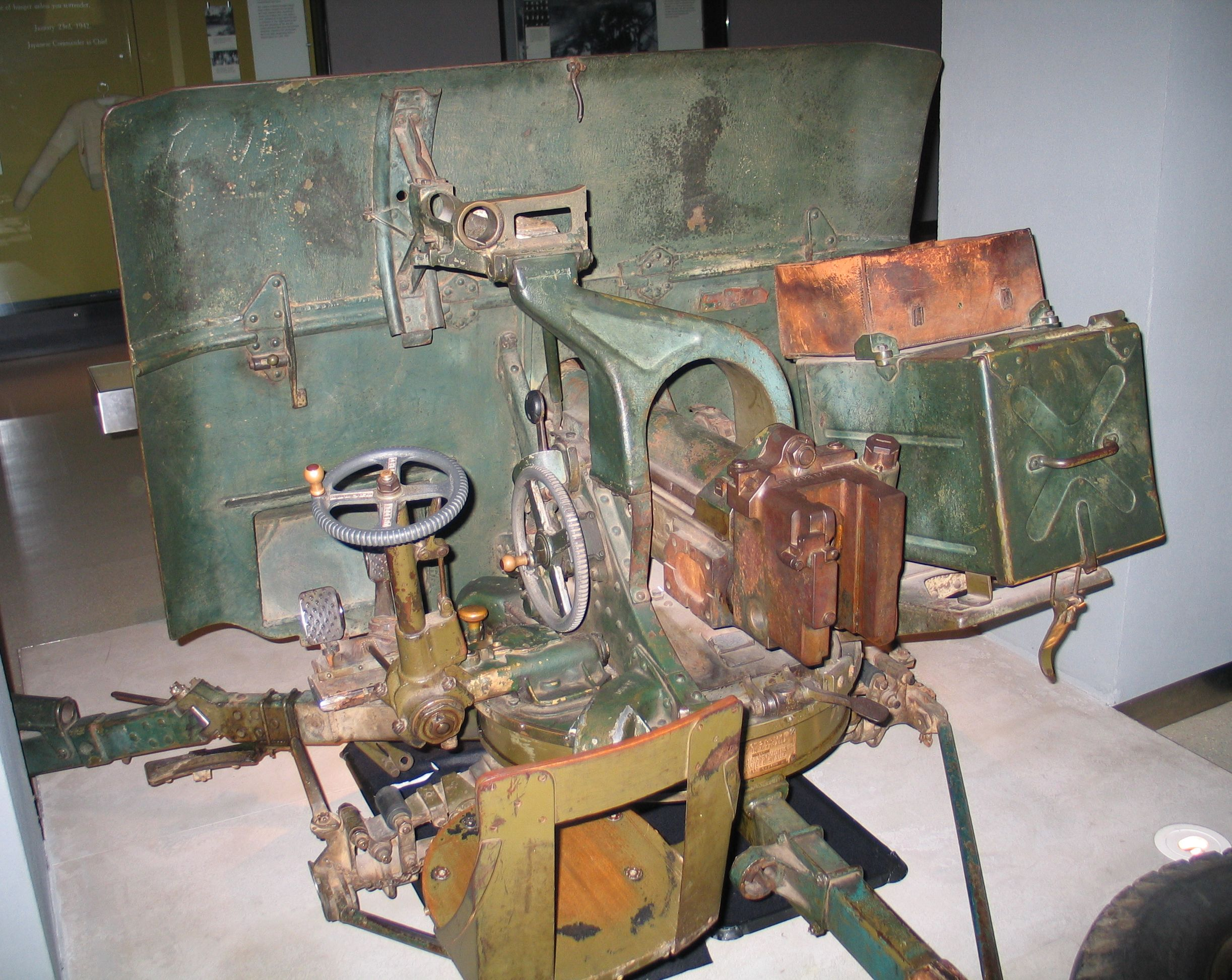
Rückansicht

Das Geschütz war aufgrund seiner Einsatzvorgabe eine recht unkonventionelle Konstruktion: Anstatt auf einer üblichen Spreizlafette wurde die Lafette auf einer Bodenplatte mit einer zweirädrigen Achse montiert. Anders als bei konventionellen Geschützen, mit Ausnahme von Flugabwehrkanonen, war die Lafette damit um volle 360° schwenkbar. Brems- und Vorholvorrichtung bildeten zusammen mit dem Lademechanismus eine Einheit. Der Richtkanonier hatte einen eigenen Sitz hinter dem Aufbau und schwenkte so mit dem Geschütz mit. Der kleine Schutzschild bot Schutz gegen Handwaffen- und Splitterwirkung. Dank einer vereinfachten Munitionszuführung wurde eine hohe Schusskadenz erreicht. Zum Feuern wurden die Räder abgespreizt und die Waffe stand auf der Bodenplatte selbst, die durch eine Kreuzlafette stabilisiert wurde. Dazu wurden die spreizbaren Holme mit Erdsporn verwendet. Während des Transportes durch LkW oder andere Fahrzeuge wurden die Holme nach hinten eingeklappt und als Deichsel an den LkW gehängt. Die kurze Kanone erlaubte es, das Geschütz selbst bei der Geländefahrt in Feuerstellung halten zu können, was eine schnelle Einsatz- und Feuerbereitschaft erlaubte.